# Grandvaux (Saône-et-Loire)
Grandvaux település Franciaországban, Saône-et-Loire megyében. Lakosainak száma 86 fő (2022. január 1.). Grandvaux Saint-Bonnet-de-Vieille-Vigne, Baron és Saint-Aubin-en-Charollais községekkel határos.

## Népesség
A település népességének változása:
| Lakosok száma | 78   | 77   | 83   | 76   | 79   | 82   | 85   | 86   | 86   |
|               | 2013 | 2015 | 2016 | 2017 | 2018 | 2019 | 2020 | 2021 | 2022 |